# Elephantulus rufescens
Espèce
Statut de conservation UICN

 LC  : Préoccupation mineure
Elephantulus rufescens est une espèce de rats à trompe. Les rats à trompe sont de petits mammifères insectivores africains gris-brun à museau pointu.

## Description
- Longueur : 12 cm à 13 cm.
- Longueur de la queue : de 13 à 14 cm.
- Poids : 50 à 60 g.
- Sociabilité : Solitaire ou en couple.
- Statut : Préoccupation mineure.

## Habitat
Il vit dans les déserts, les steppes et les prairies de l'Est de l'Afrique en couple ou solitaire.

## Nourriture
Il mange des petits animaux comme des invertébrés, des graines et des bourgeons.